# Producentensurplus

Grafiek van een collectieve aanbodcurve en een vraagcurve in de markt voor een goederen. Links van de evenwichtsprijs ziet men het producentensurplus (blauw) en het consumentensurplus (rood).

Binnen de micro-economie is het producentensurplus het verschil tussen de evenwichtsprijs (in de markt gerealiseerde prijs) en de reserveringsprijs van een goed (de laagste prijs waartegen de producenten bereid zijn te verkopen). Het producentensurplus (het blauw gearceerde gebied) is het gecumuleerde voordeel over alle producenten. Het grootste deel van het producentensurplus zal toevallen aan producenten die tegen relatief lage prijs grote hoeveelheden van het goed kunnen produceren. 
Het begrip werd aan het eind van de 19e eeuw als eerste geformuleerd door de Britse econoom Alfred Marshall. 
Het begrip producentensurplus staat tegenover het begrip consumentensurplus. Gezamenlijk zijn deze twee begrippen essentiële bouwstenen bij het bepalen van de economische welvaart.